# Satz von Beardon-Maskit
In der Mathematik ist der Satz von Beardon-Maskit ein Lehrsatz aus der Theorie der Kleinschen Gruppen.

## Aussage
Eine Kleinsche Gruppe ist genau dann geometrisch endlich, wenn jeder Punkt der Limesmenge entweder ein konischer Grenzpunkt oder ein parabolischer Fixpunkt ist. Insbesondere gibt es nur abzählbar viele nicht-konische Grenzpunkte.
Diese Formulierung des Satzes stammt von C. Bishop, in der ursprünglichen Version von A. Beardon und B. Maskit war die äquivalente Bedingung, dass jeder Punkt der Limesmenge entweder ein konischer Grenzpunkt, ein parabolischer Fixpunkt vom Rang 2 oder ein doubly-cusped parabolischer Fixpunkt vom Rang 1 ist.

## Erläuterungen
Eine Kleinsche Gruppe ist eine diskrete Gruppe von Isometrien des 3-dimensionalen hyperbolischen Raumes. Ihre Limesmenge ist der Durchschnitt des Randes im Unendlichen mit dem Abschluss der Bahn eines (beliebigen) Punktes im hyperbolischen Raum.
Eine Kleinsche Gruppe heißt geometrisch endlich, wenn sie ein konvexes Polyeder mit endlich vielen Seiten als Fundamentalbereich besitzt.
Ein konischer Grenzpunkt ist ein Punkt {\displaystyle \xi } der Limesmenge, zu dem es eine Folge von Isometrien {\displaystyle \gamma _{n}} gibt, so dass für jeden in {\displaystyle \xi } endenden geodätischen Strahl {\displaystyle S_{\xi }} und einen (beliebigen) Punkt {\displaystyle x} im hyperbolischen Raum der Abstand von {\displaystyle \gamma _{n}x} zu {\displaystyle S_{\xi }} beschränkt bleibt. Ein parabolischer Fixpunkt ist ein Punkt der Limesmenge, der Fixpunkt einer parabolischen Isometrie in der Kleinschen Gruppe ist.